# Orahovica (Konjic)
Pour les articles homonymes, voir Orahovica et Orahovice.
Orahovica (en cyrillique : Ораховица) est un village de Bosnie-Herzégovine. Il est situé dans la municipalité de Konjic, dans le canton d'Herzégovine-Neretva et dans la fédération de Bosnie-et-Herzégovine. Selon les premiers résultats du recensement bosnien de 2013, il compte 600 habitants.

## Géographie
Orahovica est située sur la rive gauche de la Neretva.

## Démographie

### Évolution historique de la population
| 1948 | 1953 | 1961 | 1971 | 1981 | 1991 | 2013 |
| ---- | ---- | ---- | ---- | ---- | ---- | ---- |
| -    | -    | 728  | 815  | 870  | 922  | 600  |

|  |

### Communauté locale
En 1991, la communauté locale d'Orahovica comptait 1 441 habitants, répartis de la manière suivante :